# Farrer Herschell
Farrer Herschell, 1. baron Herschell GCB (ur. 2 listopada 1837, zm. 1 marca 1899 w Waszyngtonie) –  brytyjski prawnik i polityk, członek Partii Liberalnej, minister w rządach Williama Ewarta Gladstone’a i lorda Rosebery’ego.
Był synem wielebnego Ridleya Haima Herschella, pochodzącego z żydowskiej rodziny zamieszkałej w Strzelnie, który przeszedł na chrześcijaństwo. Matką Farrera Helen Mowbray, córka Williama Mowbraya, kupca z Leith. Farrer kształcił się prywatnie, następnie uczęszczał do University College w Londynie. W 1857 r. ukończył studia na Uniwersytecie Londyńskim. W 1860 r. rozpoczął praktykę adwokacką w korporacji Lincoln’s Inn. W 1872 r. został Radcą Królowej.
W czerwcu 1874 r. Herschell został wybrany do Izby Gmin jako reprezentant okręgu City of Durham. Po powrocie Partii Liberalnej do władzy w 1880 r. otrzymał stanowisko Radcy Generalnego Anglii i Walii. Brał udział w przygotowaniu i przeprowadzeniu przez Izby Irish Land Act z 1881 r., Corrupt Practices and Bankruptcy Acts z 1883 r., County Franchise Act z 1884 r. oraza Redistribution of Seats Act z 1885 r. W 1885 r. Hershell przegrał wybory parlamentarne. W 1886 r. otrzymał tytuł 1. barona Herschell i zasiadł w Izbie Lordów.
Równocześnie z tytułem parowskim Herschell otrzymał stanowisko lorda kanclerza. Utrzymał się na tym stanowisku przez 6 miesięcy, do upadku rządu Gladstone’a. Kiedy liberałowie powrócili do władzy w 1892 r. Herschell ponownie został Lordem Kanclerzem i pozostał na tym stanowisku do wyborczej porażki liberałów w 1895 r.
Lord Herschell był ponadto przewodniczącym śledztwa parlamentarnego dotyczącego Metropolitan Board of Works. W 1893 r. został kanclerzem Uniwersytet Londyńskiego. W 1899 r. reprezentował Wielką Brytanię w komisji wytyczającej granicę między Wenezuelą a Gujaną Brytyjską. Następnie został członkiem komisji wytyczającej granicę między Kanadą a Alaską.
Zmarł podczas negocjacji w Waszyngtonie w 1899 r. Tytuł parowski odziedziczył jego syn, Richard.